# El Vigía Español
El Vigía Español fue un periódico editado en la ciudad española de Madrid en 1901, durante el lapso de tiempo en que El Correo Español estuvo suspendido.

## Descripción
Habiendo sido suspendido El Correo Español, El Vigía Español apareció el 7 de febrero de 1901 para sustituirlo como órgano oficial de la Comunión Tradicionalista, bajo la dirección de Benigno Bolaños. Salía de la imprenta de los sucesores de Minuesa de los Ríos con el subtítulo de «diario católico» y en cuatro páginas de sesenta por cuarenta centímetros y a cinco columnas, y se publicó durante alrededor de un mes, hasta que se levantó la suspensión al otro periódico.
En su primer número, publicó un artículo que decía, entre otras cosas, las siguientes:

«Somos católicos como nuestros padres; en su recuerdo y en su ejemplo aprendimos a venerar esta fe que ha sido siempre la vida de España y es hoy nuestra vida. Castizos de abolengo, llevando en el alma el hermoso bagaje de membranzas de hidalguía y de gloria, y en el pecho amores y sentimientos casi cien veces contrastados por la Historia, ni necesitamos comprobar nuestras creencias con un exagerado y tal vez hipócrita neísmo que anula la vida civil, ni sentimos en defensa de la idea cristiana la cobadía y el encogimiento propios de los que allá en el fondo guardan recónditos amores por este o aquel personaje de los que están en candelero»